# Renqiu
Renqiu är en stad på häradsnivå i norra Kina och en del av Cangzhous stad på prefekturnivå i provinsen Hebei. Den ligger omkring 130 kilometer söder om huvudstaden Peking. Staden har ungefär 0,8 miljoner invånare på en yta av 1 023 km².
Oljefältet Huaibei är beläget på orten.

## Demografi
| Område                         | Invånarantal 1 juli 1990 | Invånarantal 1 november 2000 |
| ------------------------------ | ------------------------ | ---------------------------- |
| Stad (de jure)                 | Ingen uppgift            | 747 609                      |
| Stad (de facto)                | 701 411                  | 768 900                      |
| Urban befolkning (de facto)    | 92 670                   | 285 132                      |
| ...varav centralort (de facto) | 84 237                   | Ingen uppgift                |